# Зона В-2
„Зона В-2“ е български игрален филм (комедия) от 1989 година на режисьора Чавдар Гагов, по сценарий на Георги Мишев. Оператор е Гриша Вагенщайн. Създаден е по новелите „Черен влак се композира“ и „Бозайници“ на Георги Мишев. Музиката във филма е композирана от Найден Андреев.

## Сюжет
В образцовата вилна зона в околностите на София животът тече по строги, неписани правила. Неформални лидери на зоната са другаря Виделов и неговата дясна ръка Лунгуров. Един ден спокойствието е нарушено от необичайно събитие – установено е, че един от жителите отглежда неправомерно бозайник в двора си. Назначена е комисия, която да разследва случая.

## Актьорски състав
- Стефан Мавродиев – Рангелов
- Тодор Колев – Бонев
- Георги Русев – Лунгуров
- Борис Луканов – Виделов
- Катерина Евро – Вирджиния Бонева
- Любомира Петрини – Пум
- Живко Гарванов – Готински
- Найчо Петров – Доктор Асенов
- Калин Арсов – Калин Чехларски
- Румяна Първанова – Чехларска
- Катя Чукова – Лунгурова
- Мариян Александров – Камен
- Лидия Вълкова – Гобленарката
- Сашка Братанова – Рангелова
- Антония Коларова – Руми
- Павлина Стаменова – Маргит
- Никола Пашалийски – Ники